# Japonsko na Letních olympijských hrách 2016
Japonsko se účastnilo Letní olympiády 2016.

## Medailisté
| Medaile | Jméno | Sport                   | Soutěž                              |
| ------- | --- | ----------------------- | ----------------------------------- |
| Zlato   | Kósuke Hagino | Plavání                 | Muži 400 m polohový závod           |
| Zlato   | Šóhei Óno | Judo                    | Muži 73 kg                          |
| Zlato   | Kenzō Shirai Yūsuke Tanaka Koji Yamamuro Kóhei Učimura Ryōhei Katō                                                     | Sportovní gymnastika    | Muži víceboj – družstva             |
| Zlato   | Haruka Tačimotová | Judo                    | Ženy 70 kg                          |
| Zlato   | Mašú Beiká | Judo                    | Muži 90 kg                          |
| Zlato   | Kóhei Učimura | Sportovní gymnastika    | Muži víceboj – jednotlivci          |
| Zlato   | Rie Kaneto | Plavání                 | Ženy 200 m prsa                     |
| Zlato   | Eri Tósakaová | Zápas                   | Ženy volný styl 48 kg               |
| Zlato   | Kaori Ičová | Zápas                   | Ženy volný styl 58 kg               |
| Zlato   | Sara Došóová | Zápas                   | Ženy volný styl 69 kg               |
| Zlato   | Misaki Matsutomo Ayaka Takahashi                                                                                       | Badminton               | Ženy dvojice                        |
| Zlato   | Risako Kawaiová | Zápas                   | Ženy volný styl 63 kg               |
| Stříbro | Masato Sakai | Plavání                 | Muži 200 m motýlek                  |
| Stříbro | Kósuke Hagino | Plavání                 | Muži 200 m polohový závod           |
| Stříbro | Hisajoši Harasawa | Judo                    | Muži +100 kg                        |
| Stříbro | Šinobu Óta | Zápas                   | Muži řecko-římský 59 kg             |
| Stříbro | Džun Mizutani Koki Niwa Maharu Yoshimura                                                                               | Stolní tenis            | Družstvo mužů                       |
| Stříbro | Saori Jošidaová | Zápas                   | Ženy volný styl 53 kg               |
| Stříbro | Rei Higuči | Zápas                   | Muži volný styl 57 kg               |
| Stříbro | Asuka Cambridge Yoshihide Kiryū Ryota Yamagata Shōta Iizuka                                                            | Atletika                | Muži štafeta 4 × 100 m              |
| Bronz   | Ami Kondóová | Judo                    | Ženy 48 kg                          |
| Bronz   | Naohisa Takató | Judo                    | Muži 60 kg                          |
| Bronz   | Hiromi Mijakeová | Vzpírání                | Ženy 48 kg                          |
| Bronz   | Daiya Seto | Plavání                 | Muži 400 m polohový závod           |
| Bronz   | Misato Nakamuraová | Judo                    | Ženy 52 kg                          |
| Bronz   | Masaši Ebinuma | Judo                    | Muži 66 kg                          |
| Bronz   | Kaori Macumotová | Judo                    | Ženy 57 kg                          |
| Bronz   | Takuja Haneda | Kanoistika              | Muži slalom C-1                     |
| Bronz   | Takanori Nagase | Judo                    | Muži 81 kg                          |
| Bronz   | Kósuke Hagino Naito Ehara Yuki Kobori Takeshi Matsuda                                                                  | Plavání                 | Muži štafeta 4 × 200 m volný způsob |
| Bronz   | Natsumi Hoshi | Plavání                 | Ženy 200 m motýlek                  |
| Bronz   | Rjúnosuke Haga | Judo                    | Muži 100 kg                         |
| Bronz   | Džun Mizutani | Stolní tenis            | Muži dvouhra                        |
| Bronz   | Kanae Jamabeová | Judo                    | Ženy +78 kg                         |
| Bronz   | Kei Nišikori | Tenis                   | Muži dvouhra                        |
| Bronz   | Kenzō Shirai | Sportovní gymnastika    | Muži přeskok                        |
| Bronz   | Yukiko Inui Risako Mitsui                                                                                              | Synchronizované plavání | Ženy dvojice                        |
| Bronz   | Ai Fukuhara Kasumi Ishikawa Mima Ito                                                                                   | Stolní tenis            | Družstvo žen                        |
| Bronz   | Nozomi Okuharaová | Badminton               | Ženy jednotlivkyně                  |
| Bronz   | Aika Hakoyama Aiko Hayashi Yukiko Inui Kei Marumo Risako Mitsui Kanami Nakamaki Mai Nakamura Kano Omata Kurumi Yoshida | Synchronizované plavání | Družstvo žen                        |
| Bronz   | Hirooki Arai | Atletika                | Muži 50 km chůze                    |